# Icahn Stadium
Das Icahn Stadium ist ein Leichtathletikstadion auf der zum New Yorker Stadtbezirk Manhattan gehörenden Insel Randalls Island im East River.

## Geschichte
Das Icahn Stadium wurde teilweise auf dem Baugrund des 2002 abgerissenen Downing Stadium errichtet und am 23. April 2005 eingeweiht. Die 42 Millionen US-Dollar teure Sportstätte wurde jeweils zu gleichen Teilen aus öffentlichen wie privaten Geldern finanziert. Die letzten zehn Millionen US-Dollar zahlte der Multimilliardär und Großinvestor Carl Icahn für die Sponsorignrechte. Das von Zurita Architects entworfene Icahn Stadium erfüllt alle Anforderungen des Leichtathletik-Weltverbandes World Athletics für internationale Veranstaltungen.
Die einzelne Tribüne bietet 5.000 Plätze. Zwei Flutlichttürme direkt neben der Tribüne beleuchten das Stadion. Das freitragende Dach ist über Stahlseile an den Flutlichttürmen aufgehängt. Eine Erweiterung der Sportstätte auf 20.000 Plätze wäre möglich. Hinter dem Stadion führt die Interstate 278 entlang, die mit der Robert F. Kennedy Bridge über die Meerenge Hell Gate geführt wird.
Neben dem Stadion wurde die Insel einer Umstrukturierung auf 480 Acre (rund 2 km2) unterzogen. Mit den Kosten für das Stadion wurden insgesamt 300 Millionen US-Dollar investiert. 2008 wurde das renovierte Randall’s Island Golf Center eingeweiht. Zu ihm gehören die Driving Range mit einer Länge von 320 Yards (rund 300 Meter) für 78 Spieler, eine Kurzspielbereich mit Sandbunkern und eine 36-Loch-Minigolfanlage. Zusätzlich sind Sportplätze für verschiedene Aktivitäten wie American Football, Basketball, Fußball, Baseball, Softball, Feldhockey, Rugby, Lacrosse, Cricket usw. auf der Insel vorhanden.
Darüber hinaus bieten sich weitere Freizeit- und Erholungsmöglichkeiten im Randall’s Island Park. Zum 2009 eingeweihten, 18 Mio. US-Dollar teuren Tenniszentrum mit 20 Plätzen gehört seit 2010 die John McEnroe Tennis Academy.
Im Frühjahr 2010 wurde die Umgestaltung abgeschlossen. Mehr als neue 60 Sport- und Spielstätten entstanden auf Randalls Island.

## Veranstaltungen
2005 wurde erstmals das Leichtathletik-Meeting Reebok Grand Prix im Icahn Stadium veranstaltet. 2010 wurde es unter dem Namen Adidas Grand Prix Teil der Diamond League. Des Weiteren finden regionale wie nationale Highschool- und College-Leichtathletikveranstaltungen wie die der Catholic High School Athletic Association (CHSAA), der City University of New York Athletic Conference (CUNYAC) oder die Youth Challenge Series statt.
Die New York Lizards aus der Major League Lacrosse (MLL) nutzten das Stadion 2013 für zwei ihrer Partien.
Mit dem Jesse Owens Track & Field Program werden Kinder zwischen 7 und 14 Jahren aus öffentlichen Schulen in Harlem und der South Bronx an die Leichtathletik und die Ernährung, mit dem Schwerpunkt auf gesunde Lebensweise, herangeführt.

## Leichtathletikweltrekorde
Im Icahn Stadium wurden bisher zwei Leichtathletikweltrekorde aufgestellt.
| Datum        | Athlet        | Disziplin | Leistung     |
| 3. Juni 2006 | Meseret Defar | 5000 m    | 14:24,53 min |
| 31. Mai 2008 | Usain Bolt    | 100 m     | 9,72 s       |

## Galerie

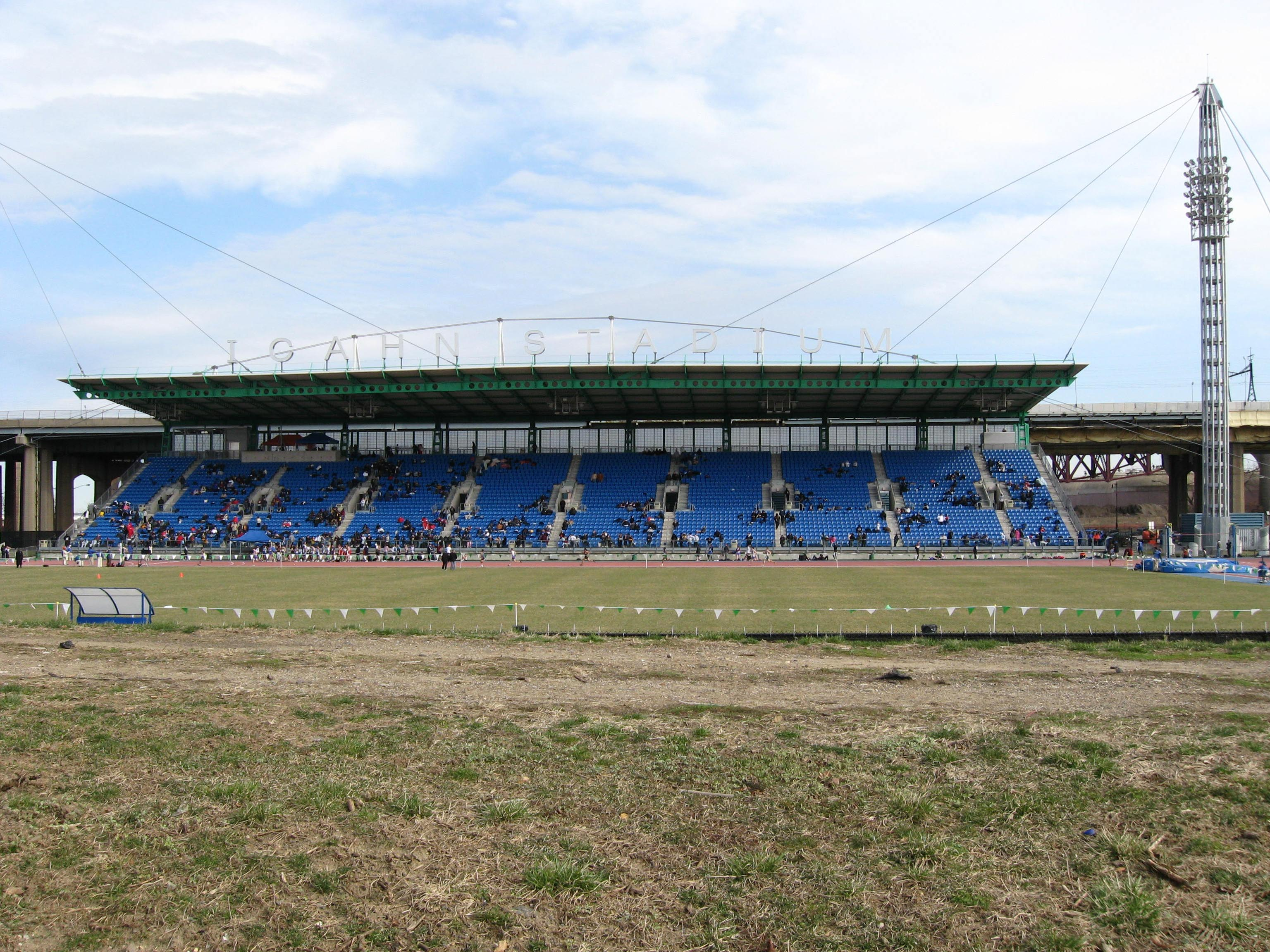
Die Tribüne des Icahn Stadium bei Tag (2008)
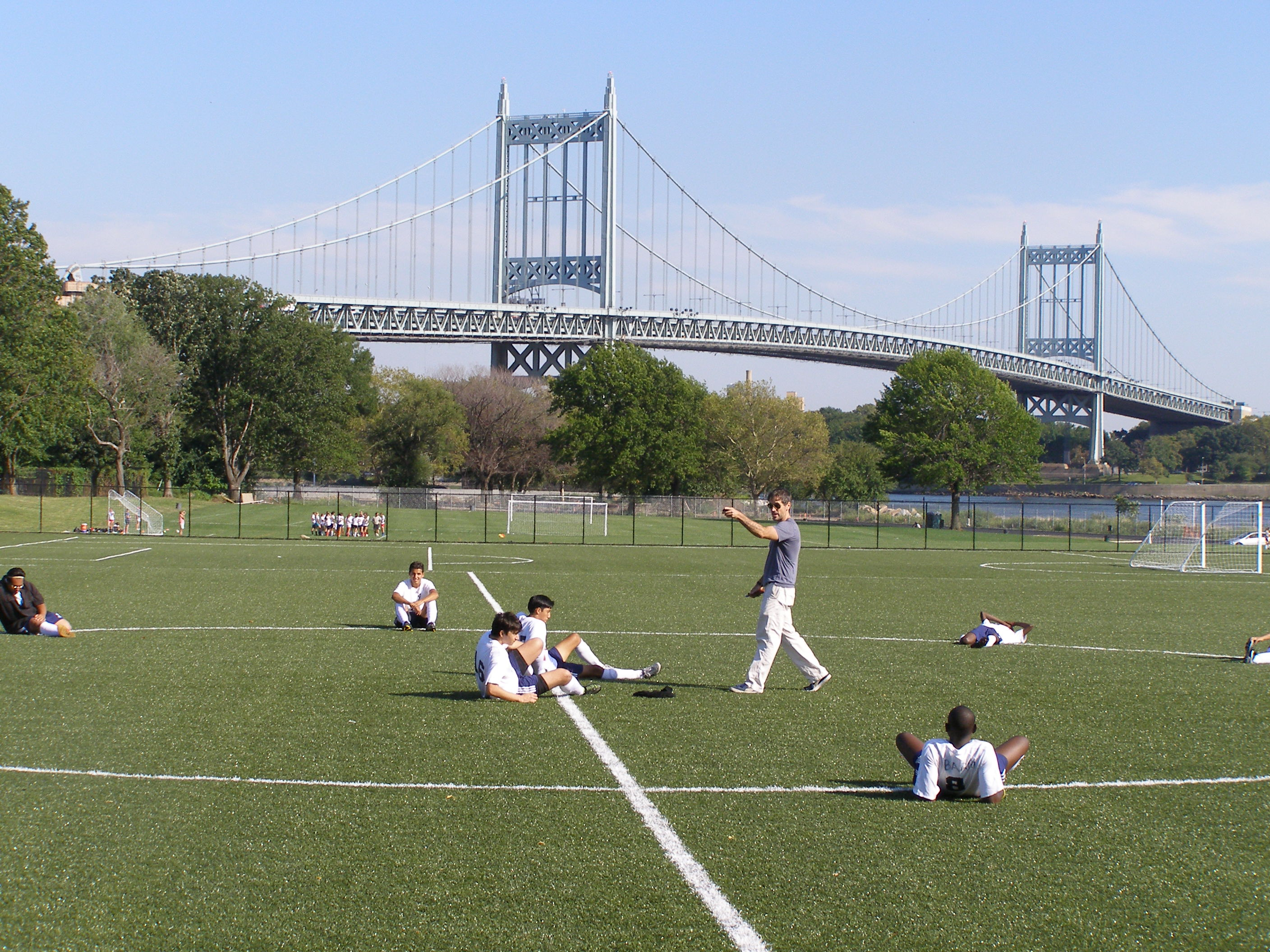
Neue Fußballplätze auf Randalls Island (2008)